# The Gifted (thajský seriál)
The Gifted (thajsky The Gifted – นักเรียนพลังกิฟต์) je thajský televizní seriál z roku 2018. Vysílán byl na stanici One31 od 5. srpna do 4. listopadu 2018.

## Obsazení
| Korapat Kirdpan (Nanon)          | Pawaret „Pang“ Sermrittirong    |
| Wachirawit Ruangwiwat (Chimon)   | Wasuthorn „Wave“ Worachotmethee |
| Apichaya Thongkham (Lilly)       | Chayanit „Namtaan“ Prachkarit   |
| Harit Cheewagaroon (Sing)        | Wichai „Ohm“ Sai-Ngern          |
| Ramida Jiranorraphat (Jane)      | Irin „Claire“ Jaratpun          |
| Atthaphan Phunsawat (Gun)        | Punn Taweesilp                  |
| Pattadon Janngeon (Fiat)         | Thanakorn „Korn“ Gorbgoon       |
| Napasorn Weerayuttvilai (Puimek) | Patchamon „Mon“ Pitiwongkorn    |